# 拉德克·斯隆奇克
拉德克·斯隆奇克（捷克語：Radek Slončík，1973年5月29日—），捷克前男子足球运动员，场上位置是中场。他曾代表捷克国家队参加1997年国际足联联合会杯，结果队伍获得季军。